# Madeira (Ohio)
Madeira es una ciudad ubicada en el condado de Hamilton en el estado estadounidense de Ohio. En el Censo de 2010 tenía una población de 8726 habitantes y una densidad poblacional de 996,78 personas por km².

## Geografía
Madeira se encuentra ubicada en las coordenadas 39°11′6″N 84°22′23″O / 39.18500, -84.37306. Según la Oficina del Censo de los Estados Unidos, Madeira tiene una superficie total de 8.75 km², de la cual 8.75 km² corresponden a tierra firme y (0.09%) 0.01 km² es agua.

## Demografía
Según el censo de 2010, había 8726 personas residiendo en Madeira. La densidad de población era de 996,78 hab./km². De los 8726 habitantes, Madeira estaba compuesto por el 93% blancos, el 2.54% eran afroamericanos, el 0.14% eran amerindios, el 2.8% eran asiáticos, el 0% eran isleños del Pacífico, el 0.32% eran de otras razas y el 1.2% pertenecían a dos o más razas. Del total de la población el 2.27% eran hispanos o latinos de cualquier raza.